# Provisional Central Committee, Communist Party of India (Marxist-Leninist)

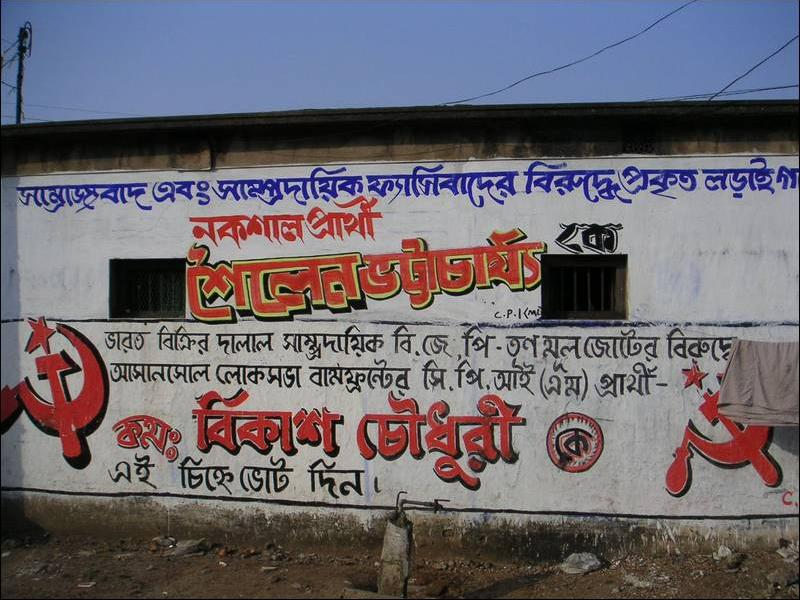
Valpropaganda i Ukhra.

Provisional Central Committee, Communist Party of India (Marxist-Leninist) är ett kommunistiskt politiskt parti i Indien. Partiets generalsekreterare är Santosh Rana. Partiet kallas ofta CPI(ML) [Santosh Ranas Group] eller liknande.
Ranas CPI(ML) utvecklades ur Satyanarayan Singhs Communist Party of India (Marxist-Leninist). Rana hade brutit med Charu Majumdar 1971, och senare gått med i Singhs grupp. Under perioden 1975-80 ingick Chandrapulla Reddys grupp (som 1971 brutit sig loss från Andhra Pradesh Coordination Committee of Communist Revolutionaries) med bas i Andhra Pradesh i Singhs CPI(ML).
Singhs CPI(ML) var bland de första ML-fraktionerna att börja delta i val. Partiet gav ett visst stöd till Janata Party-rörelsens försök att stoppa Indira Gandhis regim, något som de mer ortodoxa falangerna av ML-rörelsen såg som förräderi. 1977 valdes Santosh Rana till Västbengalens delstatsförsamling från valkretsen Gopiballavpur (ett av de områden där CPI(ML) hade inlett väpnad kamp efter modell av Naxalbariupproret). Rana fick 13401 röster (25,67%), vilket var tillräckligt för att besegra såväl CPI(M), Kongresspartiet som Janata Party. Singhs CPI(ML) lyckades också registrera sitt partinamn hos valkommissionen som Communist Party of India (Marxist-Leninist), men registreringen förlorades senare.
Kring 1980 framstod Singhs grupp som den starkaste ML-fraktionen, med Chandhrapulla Reddys uttåg och senare splittringar kom att göra att partiet blev mycket mindre än flera andra grupper. 1984, strax innan Singhs död drabbades partiet av en svår splittring, med Singhs anhängare mot Santosh Rana och Vaskar Nandy. Ranas grupp kom att vinna majoritet i styrelsen (den provisoriska centralkommittén), och Singhs anhängare bildade en parallell kommitté (och defacto ett nytt parti).
Ranas grupp särskiljer sig från andra ML-fraktioner genom sin emfas på antifascism. Rana anser att det hindunationalistiska BJP är en fascistisk fara för Indien. PCC, CPI(ML) uppmanar sina anhängare att rösta på partier som CPI(M) eller till och med Kongresspartiet i de valkretsar där revolutionära kommunistiska kandidater saknas, för att kunna besegra BJP.
Inför valet till Lok Sabha 2004 ingick partiet den enhetsfront för revolutionära kommunister som initierats av Communist Party of India (Marxist-Leninist) Red Flag och Communist Party of India (Marxist-Leninist) (Kanu Sanyal). 
I de bododominerade områdena i Assam arbetar partiet genom en massorganisation kallad United Reservation Movement Council of Assam. PCC, CPI(ML) och URMCA är motståndare till de bodonationalistiska rörelserna. I Lok Sabhavalet 2004 fick URMCA:s kandidat i valkretsen i Kokrajhar 205 491 röster (21,25%). I valet 1999 hade man fått 246 942 röster (27,75%) i samma valkrets. 